# Gare d'Étalans
La gare d'Étalans est une halte ferroviaire française de la ligne de Besançon-Viotte au Locle-Col-des-Roches, située sur le territoire de la commune d'Étalans, dans le département du Doubs, en région Bourgogne-Franche-Comté.

## Situation ferroviaire
Établie à 599 mètres d'altitude, la gare d'Étalans est située au point kilométrique (PK) 432,314 de la ligne de Besançon-Viotte au Locle-Col-des-Roches, entre les gares de L'Hôpital-du-Grosbois et du Valdahon-Camp-Militaire.

## La gare
La gare est fermée mais il existe toujours un arrêt pour les TER.
Les anciens bâtiments de la gare et de la halle à marchandises ont été bien réhabilités.

## Fréquentation
La fréquentation de la gare est détaillée dans le tableau ci-dessous :
| Année     | 2015   | 2016   | 2017   | 2018   | 2019   | 2020   | 2021   | 2022   | 2023   | 2024   |
| --------- | ------ | ------ | ------ | ------ | ------ | ------ | ------ | ------ | ------ | ------ |
| Voyageurs | 45 347 | 47 593 | 48 453 | 43 353 | 48 324 | 48 741 | 50 499 | 60 802 | 49 647 | 38 103 |

## Services voyageurs

### Guichet
Un distributeur simplifié de billets est logé dans l'abri (un nouvel abri de quai est disponible depuis fin 2007). Il permet l'achat par carte bancaire. La gare possède également un parking. En revanche, contrairement aux autres gares de la lignes, Etalans ne possède pas d'abris spécifique pour vélos.

### Desserte
Tous les trains TER de la ligne Besançon-Viotte → Valdahon → Morteau → La Chaux-de-Fonds desservent cette halte.

## Galerie

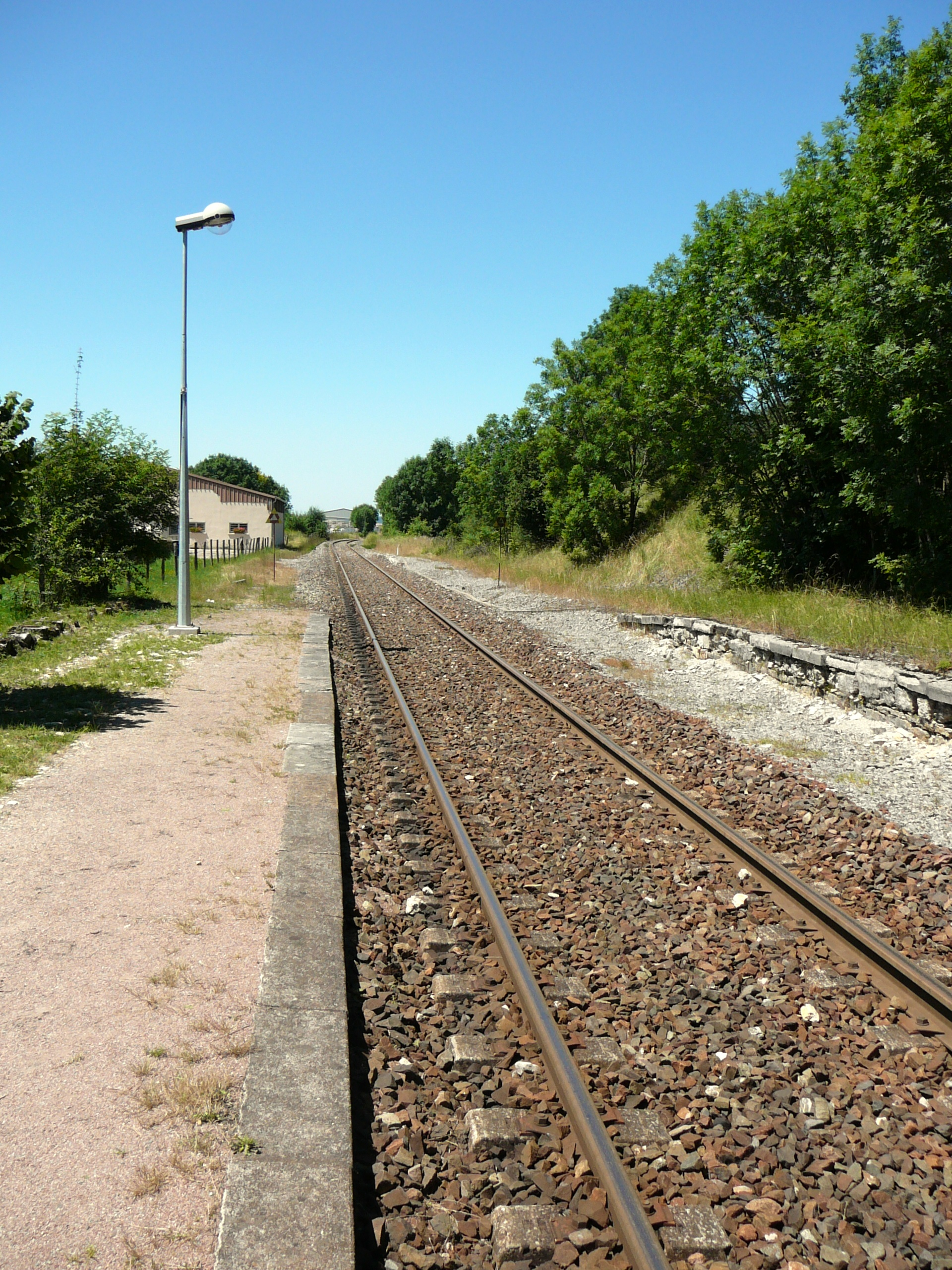
Etalans, vue direction Besançon.
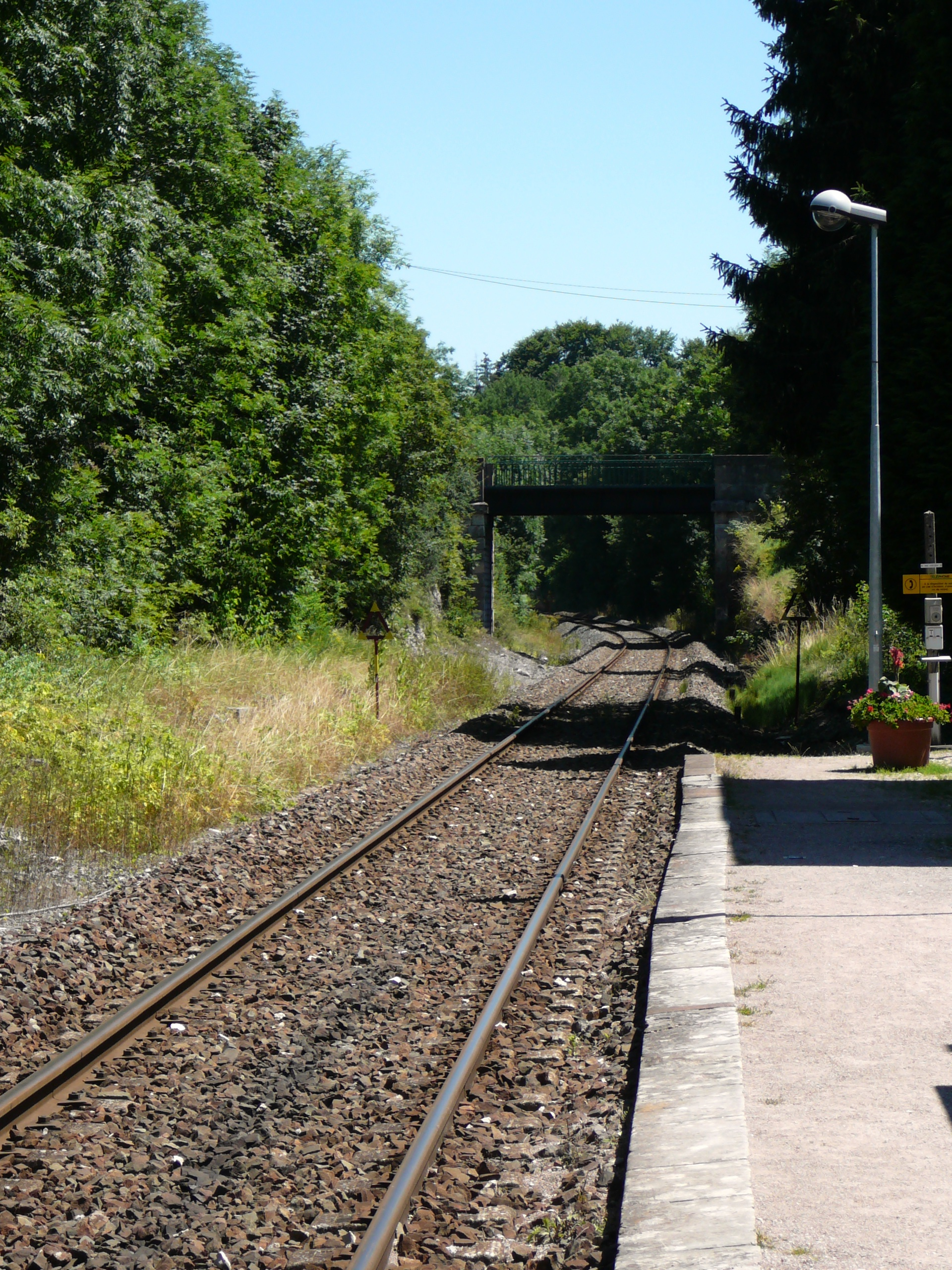
Etalans, vue direction Valdahon.